# Ishak Belhaj
Pour les articles homonymes, voir Belhaj.
Ishak Belhaj, né le 20 août 1993 à Eindhoven (Pays-Bas), est un joueur international néerlandais de futsal.

## Biographie

### En club
Ishak Belhaj naît à Eindhoven au sud des Pays-Bas et commence sa carrière dans le futsal au ZVV Eindhoven.
Le 19 février 2021, il signe au VZWR Borgloon. Il dispute une saison dans ce club et inscrit neuf buts en seize matchs.
Le 19 janvier 2022, il s'engage au Tigers Roermond. Le 17 novembre 2023, il inscrit un but victorieux à la dernière minute lors d'un match de championnat contre Hovocubo (victoire, 3-2).

### En sélection
Le 3 février 2024, à l'âge de 30 ans, il fait ses débuts en équipe nationale lors d'un match amical contre la Belgique (défaite, 6-4),,. Deux jours plus tard, il dispute un autre match amical contre la France (défaite, 6-3).
En avril 2024, il prend part à une double confrontation avec les Pays-Bas contre la Finlande dans le cadre des éliminations pour une place en Coupe du monde 2024. Il finit par se qualifier lors du match retour à Vantaa après une séance de tirs au but (match nul, 4-4),. Il s'agit alors d'une première qualification en 24 ans,.

## Statistiques

### En sélection néerlandaise
Le tableau suivant liste les rencontres de l'équipe des Pays-Bas auxquelles Ishak Belhaj a pris part :
| # | Date           | Ville | Adversaire | Résultat | Compétition  | Buts | Club            |
| - | -------------- | ----- | ---------- | -------- | ------------ | ---- | --------------- |
| 1 | 3 février 2024 | Caen  | Belgique   | 6 – 4    | Match amical | 0    | Tigers Roermond |
| 2 | 5 février 2024 | Caen  | France     | 6 – 3    | Match amical | 0    | Tigers Roermond |

| Résultat : - G = Match gagné - N = Match nul - P = Match perdu |

## Palmarès
- Champion des Pays-Bas avec le Tigers Roermond en 2025